# Tomasz Marczyński
Tomasz Marczyński (Cracovia, 6 marzo 1984) è un ex ciclista su strada polacco.

## Carriera
Diventa un corridore professionista nel 2006, nelle file della Ceramica Flaminia. Nel 2007 si laurea campione polacco in linea. Nel 2010 si trasferisce alla CCC-Polsat Polkowice, squadra del suo paese natale; l'anno dopo si aggiudica per la seconda volta il titolo nazionale in linea diventando anche campione polacco a cronometro.
Dopo due stagioni (2012 e 2013) alla Vacansoleil-DCM, nel 2014 torna alla CCC-Polsat Polkowice. Nel 2015 passa alla formazione Torku Şekerspor, squadra Continental turca, e si aggiudica per la terza volta il campionato polacco in linea. In stagione vince anche il Tour du Maroc e il Tour of Black Sea.
Dal 2016, ritorna in una squadra UCI World Tour in quanto viene ingaggiato dal team Lotto Soudal.
Nel 2017 vince la sesta e la dodicesima tappa della Vuelta a España.

## Palmarès
- 2003 (Under-23, una vittoria)

Pistoia-Fiorano Modenese
- 2007 (Ceramiche Flaminia, una vittoria)

Campionati polacchi, Prova in linea
- 2008 (Ceramiche Flaminia, una vittoria)

4ª tappa della Vuelta a Asturias (Pravia > Pravia)
- 2010 (CCC Polsat-Polkowice, quattro vittorie)

Memorial Romana Regorowicza
2ª tappa Szlakiem Grodów Piastowskich (Świdnica > Dzierżoniów)
1ª tappa Tour de Seoul (Seul > Seul)
Classifica generale Tour de Seoul
- 2011 (CCC Polsat-Polkowice, sei vittorie)

3ª tappa Lidice (Lidice > Lidice)
4ª tappa Lidice (Lidice > Lidice)
Classifica generale Lidice
Classifica generale Małopolski Wyścig Górski
Campionati polacchi, Prova in linea
Campionati polacchi, Prova a cronometro
- 2015 (Torku Şekerspor, otto vittorie)

1ª tappa Tour du Maroc (Settat > Marrakech)
4ª tappa Tour du Maroc (Fez > Taza)
7ª tappa Tour du Maroc (Nador > Al Hoceima)
Classifica generale Tour du Maroc
1ª tappa Tour of Black Sea
Classifica generale Tour of Black Sea
Campionati polacchi, Prova in linea
Górskie Mistrzostwa Polski (Polish Mountain Champion)
- 2017 (Lotto-Soudal, due vittorie)

6ª tappa Vuelta a España (Villarreal > Sagunto)
12ª tappa Vuelta a España (Motril > Antequera Los Dolmenes)

### Altri successi
- 2012 (Vacansoleil, tre vittorie)

Classifica scalatori Vuelta a Murcia
Classifica sprint Volta Ciclista a Catalunya
Classifica scalatori Tour de Pologne
- 2013 (Vacansoleil, una vittoria)

Classifica scalatori Tour de Pologne

## Piazzamenti

### Grandi Giri
- Giro d'Italia

2017: 47º
2021: non partito (9ª tappa)
- Tour de France

2018: 103º
- Vuelta a España

2012: 13º
2013: non partito (15ª tappa)
2017: 55º
2019: 74º
2020: 108º

### Classiche monumento
- Milano-Sanremo

2017: 122º
2019: 94º
- Liegi-Bastogne-Liegi

2012: 83º
2016: 52º
2017: 97º
2018: 72º
2019: 90º
2021: 91º
- Giro di Lombardia

2012: 22º
2017: 62º
2019: 71º
2020: ritirato
2021: 103º

### Competizioni mondiali
- Campionati del mondo

Salisburgo 2006 - In linea Elite: 123º
Stoccarda 2007 - In linea Elite: 33º
Limburgo 2012 - In linea Elite: ritirato
Toscana 2013 - In linea Elite: ritirato
Richmond 2015 - In linea Elite: 38º
- Giochi olimpici

Pechino 2008 - In linea: 83º